# Robert Moser (Ingenieur)

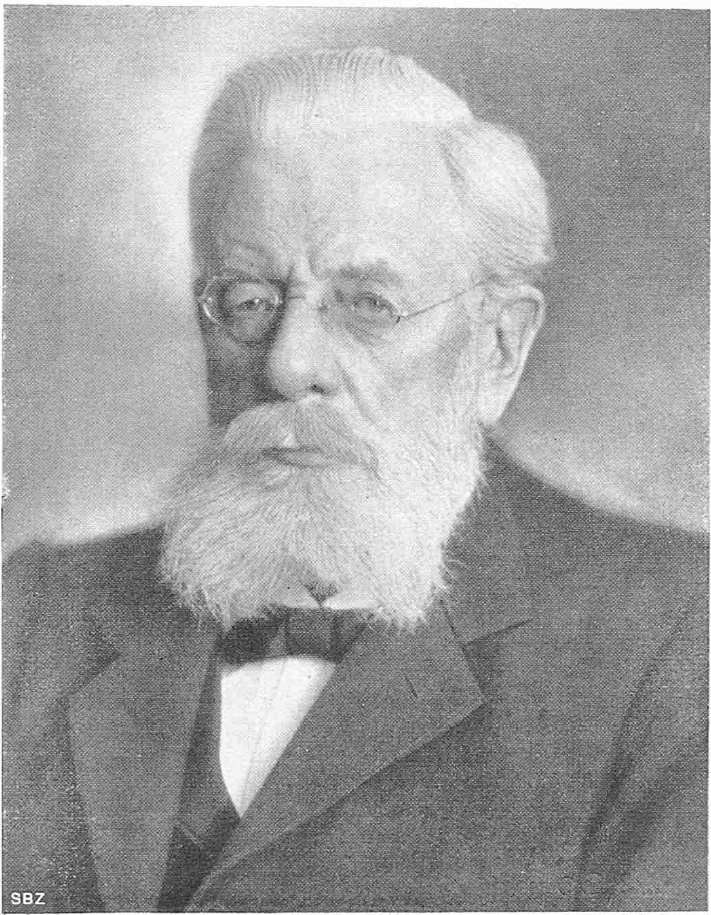
Robert Moser 1910

Robert Moser (* 4. April 1838 in Herzogenbuchsee; † 20. Januar 1918 in Zürich) war ein Schweizer Ingenieur und Eisenbahnunternehmer.
Von der Züricher Industrieschule wechselte er 1856 an das Polytechnikum, wo er 1859 sein Diplom als Ingenieur ablegte. Seine erste Stelle trat er bei der Stadt Basel an, wo er an der Niederlegung der Schanzenanlagen und damit verbunden der Planung neuer Strassenzüge beteiligt war, ausserdem mit der Anlage des Rheinquais und der Korrektion der Birs. 1860–64 war er Bauleiter bei der Strecke Schwenden–Zollikofen der Bernischen Staatsbahn. Danach folgte ein Auslandsaufenthalt, er führte 1865–66 Trassierungsarbeiten in Württemberg aus. Zurück in der Schweiz als Kantonsingenieur von Solothurn, wo er bis 1869 tätig war, zog es ihn anschliessend wieder ganz zum Eisenbahnbau und ins Ausland; zunächst projektierte er eine Bahn von Passau nach Böhmen und kam dann an die Kaschau-Oderberger Bahn. Nach einer Studienreise 1872, bei der er die norwegischen Schmalspurbahnen studierte, trat er eine Stelle als Oberingenieur bei seinem künftigen Hauptarbeitgeber an, der Schweizerischen Nordostbahn (NOB). Hier war er verantwortlich für den Bau der Bötzbergbahn Brugg–Basel, der linksufrigen Zürichseebahn, die Strecken Winterthur–Koblenz, Effretikon–Hinwil, Baden–Niederglatt und zum Teil für die Strecke Glarus–Linthal. Mit dem Betriebsvertrag mit der Wädenswil-Einsiedeln-Bahn, kam die Fertigstellung der Strecke Wädenswil–Einsiedeln in die Verantwortung der NOB. Damit war die NOB und deren Oberingenieur Robert Moser für deren Fertigstellung verantwortlich, mit dem Bau der Strecke begann aber William Napier. Wegen der schlechten Auftragslage der NOB gründete er zusammen mit Locher, Fischer & Schmuziger und anderen 1879 ein Unternehmen, um bis 1882 die Nordrampe des Gotthardtunnels von Flüelen bis Göschenen zu bauen. 1888 wieder bei der NOB, war er erneut Oberingenieur, während die rechtsufrige Zürichseebahn, die Linien Thalwil–Zug, Eglisau–Schaffhausen, Dielsdorf–Niederweningen und Schaffhausen–Etzweilen gebaut wurden.
1895 trat er wegen eines Führungswechsels der NOB dort zurück und war in der Folge freier Gutachter und Berater. Wesentliche Beteiligung hatte er an Bauten und Projekten der Schmalspurbahnen Chur–Thusis, in Fortsetzung die Albulabahn bis Bevers, Filisur–Davos, Reichenau–Ilanz–Disentis und Morges–Bière; von Normalbahnen die Linien Bauma–Hinwil, die Rickenbahn von Wattwil nach Rapperswil, die Bodensee-Toggenburg-Bahn Romanshorn–St. Gallen–Wattwil und insbesondere die Ostalpenbahn, sowohl über den Splügen, wie später über den Greina. Über die Planungsgeschichte und Weiterentwicklung des Zürcher Hauptbahnhofs legte er mehrere Arbeiten, Gutachten und Vorschläge vor.
Neben seiner privaten Tätigkeit war Moser in mehreren öffentlichen Ämtern, Mitglied des Verwaltungsrates der SBB, des städtischen Baukollegiums in Zürich und Mitglied der Schweizerischen geodätischen Kommission. Er wurde vom SIA zum Ehrenmitglied ernannt und von der Universität Zürich 1905 mit der Ehrendoktorwürde ausgezeichnet. Eine ihm angetragene Professur für Eisenbahnwesen an der Eidgenössischen Technischen Hochschule hat er nicht angenommen.